# Mesanthemum variabile
Mesanthemum variabile är en gräsväxtart som beskrevs av Kimp. Mesanthemum variabile ingår i släktet Mesanthemum och familjen Eriocaulaceae. Inga underarter finns listade i Catalogue of Life.